# De Roelvinkjes
De Roelvinkjes is een Nederlandse familie bestaande uit vader Dries Roelvink en zijn tweede vrouw Honoria Roelvink en zijn twee zoons Dave en Donny Roelvink. Over de familie zijn meerdere televisieprogramma's gemaakt op de televisiezenders RTL 5, SBS6 en op streamingdienst Videoland, tevens verschenen op laatst genoemde ook spin-off series met enkele familieleden. In totaal zijn er zeven seizoenen over de familie uitgezonden.

## Achtergrond

### De familie Roelvink
De Roelvinkjes is een Nederlandse familie bestaande uit:
- Dries Roelvink, vader en bekend volkszanger
- Honoria Roelvink, de vrouw van Dries
- Dave Roelvink, de oudste zoon en bekend model en dj
- Donny Roelvink, de jongste zoon en bekend model en acteur

Daarnaast staan de ex-vrouw van Dries / de moeder van Dave en Donny, Luciënne Kenter, en de jongens hun oma Dien Kenter ook regelmatig centraal in het programma. Sinds het najaar van 2018 is oma Dien niet meer te zien in de verschillende programma's in verband met haar overlijden.

### Ontstaan en verloop
De familie verscheen voor het eerst in februari 2015 in hun realityprogramma De Roelvinkjes, dat uitgezonden werd op RTL 5. De familie werd zeven weken lang gevolgd met een camera en elke week werd een aflevering uitgezonden. Wanneer de aflevering op televisie uitgezonden was verscheen deze vervolgens op Videoland en deze zijn daar sindsdien nog terug te vinden.
Doordat het eerste televisieseizoen relatief goed werd bekeken werd er besloten naast het televisieseizoen ook spin-off series te maken met enkele familieleden zoals Dave Roelvink in Dave het huis uit. Deze worden gemaakt en uitgezonden door streamingdienst Videoland van RTL.
In september 2018 kregen de Roelvinkjes een derde seizoen op televisie, dit is het eerste programma dat uitgezonden werd door SBS6. Het jaar daarop verscheen nog een programma over de Roelvinkjes op SBS6 voordat het programma in augustus 2023 zijn terugkeer maakte bij Videoland.

## Seizoensoverzicht
Hieronder een overzicht met informatie van de verschillende seizoenen. Het aantal afleveringen staat gelijk aan het aantal weken dat het programma uitgezonden is. Tevens zijn de series die op de zender RTL 5 / Videoland zijn uitgezonden sinds heden terug te zien.
| Seizoen | Titel                                    | Start             | Aflevering aantal | Zender            | Speelduur incl. reclame | Opmerking                 |
| ------- | ---------------------------------------- | ----------------- | ----------------- | ----------------- | ----------------------- | ------------------------- |
| 1       | De Roelvinkjes                           | 17 februari 2015  | 7                 | RTL 5 / Videoland | 60 minuten              | Eerste reguliere seizoen  |
| 2       | Dave het huis uit                        | 8 september 2016  | 9                 | Videoland         | 15 minuten              | Eerste spin-off serie     |
| 3       | De Roelvinkjes: Dave en Donny doen zaken | 4 april 2017      | 6                 | RTL 5 / Videoland | 60 minuten              | Tweede reguliere seizoen  |
| 4       | Dave en Dien op Ibiza                    | 3 juli 2018       | 10                | Videoland         | 15 minuten              | Tweede spin-off serie     |
| 5       | Dave en Donny op expeditie               | 16 augustus 2018  | 4                 | Videoland         | 15 minuten              | Derde spin-off serie      |
| 6       | De Roelvinkjes: Effe geen cent te makken | 26 september 2018 | 8                 | SBS6              | 60 minuten              | Derde reguliere seizoen   |
| 7       | De Roelvinkjes: Passen op de winkel      | 6 mei 2019        | 8                 | SBS6              | 60 minuten              | Vierde reguliere seizoen  |
| 8       | De Roelvinkjes                           | 28 augustus 2023  | 6                 | Videoland         | 25 minuten              | Vijfde reguliere seizoen  |
| 9       | De Roelvinkjes                           | 5 augustus 2024   | 6                 | Videoland         | 25 minuten              | Zesde reguliere seizoen   |
| 10      | De Roelvinkjes                           | 9 augustus 2025   | 4 (23 aug)        | Videoland         | 25 minuten              | Zevende reguliere seizoen |

## Seizoenen

### De Roelvinkjes (2015)
Het eerste televisieseizoen van de familie verscheen onder de naam De Roelvinkjes en werd uitgezonden van 17 februari 2015 tot en met 31 maart 2015 op RTL 5. Dit seizoen bestond uit een totaal van zeven afleveringen. De familie Roelvink werd een aantal weken voor het eerst gevolgd door een camera, waarbij de oudste zoon Dave Dries centraal stond. Nadat hij meerdere malen in het nieuws was geweest doordat er een sekstape was gemaakt waarop te zien is dat Dave oraal wordt bevredigd door een vrouw en omdat hij en zijn vrienden op datzelfde feestje beschuldigd werden van het stelen van spullen van tienduizenden euro's. In de serie laat Dave zien dat hij zijn leven aan het beteren is. Daarnaast zien we de dagelijkse gebeurtenissen als rare gewoontes van vader Dries en dat de familie op bezoek gaat bij oma Dien.

### De Roelvinkjes: Dave en Donny doen zaken (2017)
Het tweede seizoen van de familie verscheen onder de naam De Roelvinkjes: Dave en Donny doen zaken, deze naam werd echter vaak afgekort tot alleen Dave en Donny doen zaken. Dit seizoen werd uitgezonden van 4 april 2017 tot en met 9 mei 2017 op RTL 5 en bestond uit een totaal van zes afleveringen. In dit seizoen staan vooral Dave en Donny centraal, vader Dries en de rest van de familie was op de achtergrond aanwezig. De broertjes Roelvink slaan de handen in een en gaan samen een eigen zaak starten. De kijkers volgen hun stappen op de voet, zo zien ze onder andere hoe ze verschillende makelaars en panden bezoeken en uiteindelijk het juiste pand gaan verbouwen. De twee broers openen uiteindelijk een club waar overdag trainingen wordt gegeven en een sapbar is, in de avond verandert de club in een discotheek.

### De Roelvinkjes: Effe geen cent te makken (2018)
Het derde seizoen van de familie verscheen onder de naam De Roelvinkjes: Effe geen cent te makken en werd uitgezonden van 26 september 2018 tot en met 13 november 2018 op SBS6. Dit seizoen bestaat uit een totaal van acht afleveringen, het is tevens het eerste programma met de familie Roelvink in de hoofdrol die uitgezonden wordt door SBS6. In dit seizoen gaat de familie Roelvink (Dries, Honoria, Dave en Donny) een maand in de bijstand leven om zich in te zetten voor de stichting: Kinderen van de Voedselbank. De familie verhuist voor een maand naar Amsterdam Noord en krijgen een minimum maandloon waar ze één maand van moeten rondkomen, hierdoor komt de familie in contact met mensen in de bijstand en hun vaak krappe bestaan in de wijk. Het programma is gerelateerd aan de RTL 4 programma's De Frogers: Effe geen cent te makken uit 2008, Echte Gooische meisjes in de bijstand uit 2009 en Geer & Goor: Effe geen cent te makken uit 2013.

### De Roelvinkjes: Passen op de winkel (2019)
Het vierde seizoen van de familie verscheen onder de naam De Roelvinkjes: Passen op de winkel en wordt uitgezonden van 6 mei 2019 tot en met 25 juni 2019 op SBS6. Dit seizoen bestaat uit een totaal van acht afleveringen. In dit programma past de familie Roelvink elke aflevering op een andere winkel, naast winkels komt het ook voor dat de familie deels op een camping past.

### De Roelvinkjes (2023-heden)
Het vijfde seizoen verscheen na vier jaar afwezigheid van de familie. Het seizoen verscheen net als het eerste seizoen onder de naam De Roelvinkjes en werd vanaf augustus 2023 uitgezonden door Videoland. De familie werd gevolgd nadat ze een 'uitdagende tijd' hebben meegemaakt. Zo had Dave zijn verslaving overwonnen en werd hij vader. Donny maakte een ernstig auto-ongeluk mee en kreeg de diagnose teelbalkanker. In augustus 2024 en augustus 2025 keerde het programma terug voor extra seizoenen; hierbij maakte in het seizoen van 2025 ook de vriendin van Dave Roelvink, influencer Marijn Kuipers, haar entree in het programma.

## Spin-offs
Door het succes van het eerste programma zijn er verschillende spin-offs gekomen. In deze spin-offs staat een of meerdere personen uit de familie Roelvink centraal en vormt een kleine serie. Deze spin-offs zijn exclusief op Videoland te zien en duren gemiddeld vijftien minuten per aflevering en bevat tussendoor geen reclame. Op het moment zijn de volgende drie spin-offs gemaakt:

### Dave het huis uit (2016)
Het eerste spin-off programma van de familie Roelvink verscheen onder de naam Dave het huis uit, hierin staat zoon Dave centraal. Dit seizoen is sinds 8 september 2016 te zien op Videoland en bestaat uit negen afleveringen. In dit programma besluit Dave dat het tijd is om op zichzelf te gaan wonen en dus zijn ouderlijk huis te gaan verlaten. De kijkers zien hem verschillende huizen en locaties bezoeken waar hij eventueel zou willen wonen. Naast Dave komen onder andere zijn vader Dries en vriend JayJay Boske er in voor.

### Dave en Dien op Ibiza (2018)
Het tweede spin-off programma van de familie Roelvink verscheen onder de naam Dave en Dien op Ibiza, hierin staan zoon Dave en oma Dien centraal. Dit seizoen is sinds 3 juli 2018 te zien op Videoland en bestaat uit tien afleveringen. In dit programma bezoekt Dave zijn oma en geef haar als verrassing een reis voor z'n tweeën naar Ibiza cadeau. De kijkers krijgen vervolgens hun reis door Ibiza te zien waar ze onder andere met z'n tweeën gaan rondreizen, verven en paragliden. Naast Dave en oma Dien komt onder andere Patty Brard er in voor.

### Dave en Donny op expeditie (2018)
Het derde spin-off programma van de familie Roelvink verscheen onder de naam Dave en Donny op expeditie, hierin staan de broers Dave en Donny centraal. Dit seizoen is sinds 16 augustus 2018 te zien op Videoland en bestaat uit vier afleveringen. Een dag voordat het programma bekend werd gemaakt, maakte RTL bekend dat Donny een van de deelnemers is van het negentiende seizoen aan Expeditie Robinson. In dit programma gaat broer Dave, die eerder deelnemer was aan het zeventiende seizoen van Expeditie Robinson in 2016, zijn broertje coachen en klaarstomen voor de expeditie.

## Trivia
- Voordat het derde televisieseizoen, De Roelvinkjes: Effe geen cent te makken, op televisie verscheen, kwam het al meerdere malen in het nieuws omdat volgens buurtbewoners de familie Roelvink niet een hele maand in de bijstand hebben geleefd terwijl dat wel het format van het programma is.[18]